# Мохамед Фарес
Мохамед Фарес (фр. Mohamed Fares, нар. 15 лютого 1996, Обервільє) — алжирський футболіст, лівий півзахисник італійського клубу «Лаціо» і національної збірної Алжиру. На правах оренди грає за «Брешію».
У складі збірної — володар Кубка африканських націй 2019 року.

## Ігрова кар'єра
Народився 15 лютого 1996 року у французькому місті Обервільє. Вихованець юнацьких команд футбольних клубів «Бордо» та «Верона».
У дорослому футболі дебютував 2014 року виступами за команду клубу «Верона».
За чотири роки перейшов до іншого італійського клубу СПАЛ. Протягом сезону 2018/19 був гравцем основного складу нової команди, але у серпні 2019 року отримав травму коліна, яка вимагала оперативного втручання і тривалого відновлення. Повернувся на поле в лютому 2020 року і провів до завершення сезону 2019/20 лише вісім матчів в італійській першості, яку його команда завершила на останньому місці, втративши місце в Серії A.
Утім алжирець продовжив витсупати у найвищому італійському дивізіоні, перейшовши 1 жовтня 2020 року до римського «Лаціо», де протягом сезону мав досить регулярну ігрову практику. Першу половину сезону 2021/22 провів в оренді в «Дженоа», а другу — в «Торіно», за головну команду якого, утім, так і не дебютував.
Влітку 2023 року знову був відданий в оренду, цього разу до друголігової «Брешії».

## Виступи за збірну
2017 року дебютував в офіційних матчах у складі національної збірної Алжиру.
2019 року поїхав на свій перший Кубок африканських націй, на якому виходив на поле лише у двох матчах групового етапу, а його команда завоювала другий в її історії титул чемпіона Африки.
| Дата       | Місто                  | Господарі | Результат | Гості   | Турнір                                   | Голи | Примітки |
| ---------- | ---------------------- | --------- | --------- | ------- | ---------------------------------------- | ---- | -------- |
| 7-10-2017  | Яунде                  | Камерун   | 2 – 0     | Алжир   | Відбір до ЧС 2018                        | -    |          |
| 8-9-2018   | Бакау                  | Гамбія    | 1 – 1     | Алжир   | Відбір до Кубка африканських націй 2019  | -    |          |
| 12-10-2018 | Бліда                  | Алжир     | 2 – 0     | Бенін   | Відбір до Кубка африканських націй 2019  | -    |          |
| 16-10-2018 | Котону                 | Бенін     | 1 – 0     | Алжир   | Відбір до Кубка африканських націй 2019  | -    |          |
| 22-3-2019  | Бліда                  | Алжир     | 1 – 1     | Гамбія  | Відбір до Кубка африканських націй 2019  | -    |          |
| 11-6-2019  | Доха                   | Алжир     | 1 – 1     | Бурунді | товариський матч                         | -    | 68'      |
| 16-6-2019  | Доха                   | Алжир     | 3 – 2     | Малі    | товариський матч                         | -    | 75'      |
| 27-6-2019  | Каїр                   | Сенегал   | 0 – 1     | Алжир   | Кубок африканських націй 2019 - 1-й етап | -    | 80'      |
| 1-7-2019   | Каїр                   | Танзанія  | 0 – 3     | Алжир   | Кубок африканських націй 2019 - 1-й етап | -    |          |
| 9-10-2020  | Клагенфурт-ам-Вертерзе | Нігерія   | 0 – 1     | Алжир   | товариський матч                         | -    | 75'      |
| 8-10-2021  | Бліда                  | Алжир     | 6 – 1     | Нігер   | Відбір до ЧС 2022                        | -    |          |
| 12-10-2021 | Ніамей                 | Нігер     | 0 – 4     | Алжир   | Відбір до ЧС 2022                        | -    |          |
| Усього     |                        | Матчів    | 12        |         | Голів                                    | 0    |          |

## Титули і досягнення
- Володар Кубка африканських націй (1):

 Алжир: 2019